# سید علی‌کیاسلطان
سیدعلی کیاسلطان، روستایی است از توابع بخش مرکزی شهرستان نوشهر در استان مازندران ایران.

## جمعیت
این روستا در دهستان خیرودکنار قرار دارد و براساس سرشماری مرکز آمار ایران در سال ۱۳۸۵، جمعیت آن ۱۱۴۴ نفر (۳۱۱خانوار) بوده‌است. مردم سیدعلی کیاسلطان از قومیت طبری هستند. مردم سیدعلی کیاسلطان به زبان طبری با گویش کجوری سخن می‌گویند.